# Yonkers
Yonkers – miasto w hrabstwie Westchester w stanie Nowy Jork w Stanach Zjednoczonych. Położone jest nad Hudsonem, w obszarze metropolitalnym Nowego Jorku. Znajduje się około 10 km na północ od dzielnicy Bronx. Liczba mieszkańców: 211,6 tys. (spis ludności z 2020 roku). Znane jako „Miasto Siedmiu Wzgórz”.
Jedno z najbardziej zróżnicowanych miast w stanie Nowy Jork. 31% mieszkańców to osoby urodzone za granicą, a w 46% gospodarstw domowych posługiwano się językiem obcym, podczas gdy okręg szkolny składa się z uczniów pochodzących ze 100 różnych kultur i narodowości.
W mieście rozwinął się przemysł poligraficzny, maszynowy, chemiczny, elektroniczny oraz odzieżowy.

## Demografia
W latach 2010–2020 populacja miasta wzrosła o 8% do 211,6 tys. mieszkańców, w tym skład rasowy przedstawiał się następująco:
- Latynosi – 41,6%
- biali nielatynoscy – 34,1%
- czarni lub Afroamerykanie – 18,7%
- rasy mieszanej – 11,5%
- Azjaci – 5,5%
- rdzenna ludność Ameryki – 0,7%.

## Ciekawostki
Miasto jest domem dla wielu atrakcji, w tym: malowniczych wzgórz z panoramicznymi widokami na rzekę Hudson, parku i ogrodów Untermyer, Muzeum Rzeki Hudson, konnego toru wyścigowego Yonkers Raceway, włoskiej kuchni, pływającej barki naukowej, rzeki Saw Mill, czy zabytkowej Biblioteki Publicznej.
Na początku XX wieku Yonkers słynęło z dobrze prosperującego przemysłu wytwórczego, zwłaszcza dywanów i obrabiarek. Miasto zapisało się w historii lotnictwa, dzięki wczesnym lotom samolotów i firmom lotniczym, takim jak Waring Hatfield Corporation.

## Kultura
Z miasta pochodzi założony w 1986 roku zespół Immolation wykonujący muzykę death metal.

## Urodzeni w mieście
- Daniel Carleton Gajdusek – amerykański biofizyk i pediatra, laureat Nagrody Nobla z dziedziny fizjologii i medycyny
- Steven Tyler – wokalista grupy rockowej Aerosmith
- Antony Blinken – polityk i prawnik

## Miasta partnerskie
- Tarnopol, Ukraina (1991)

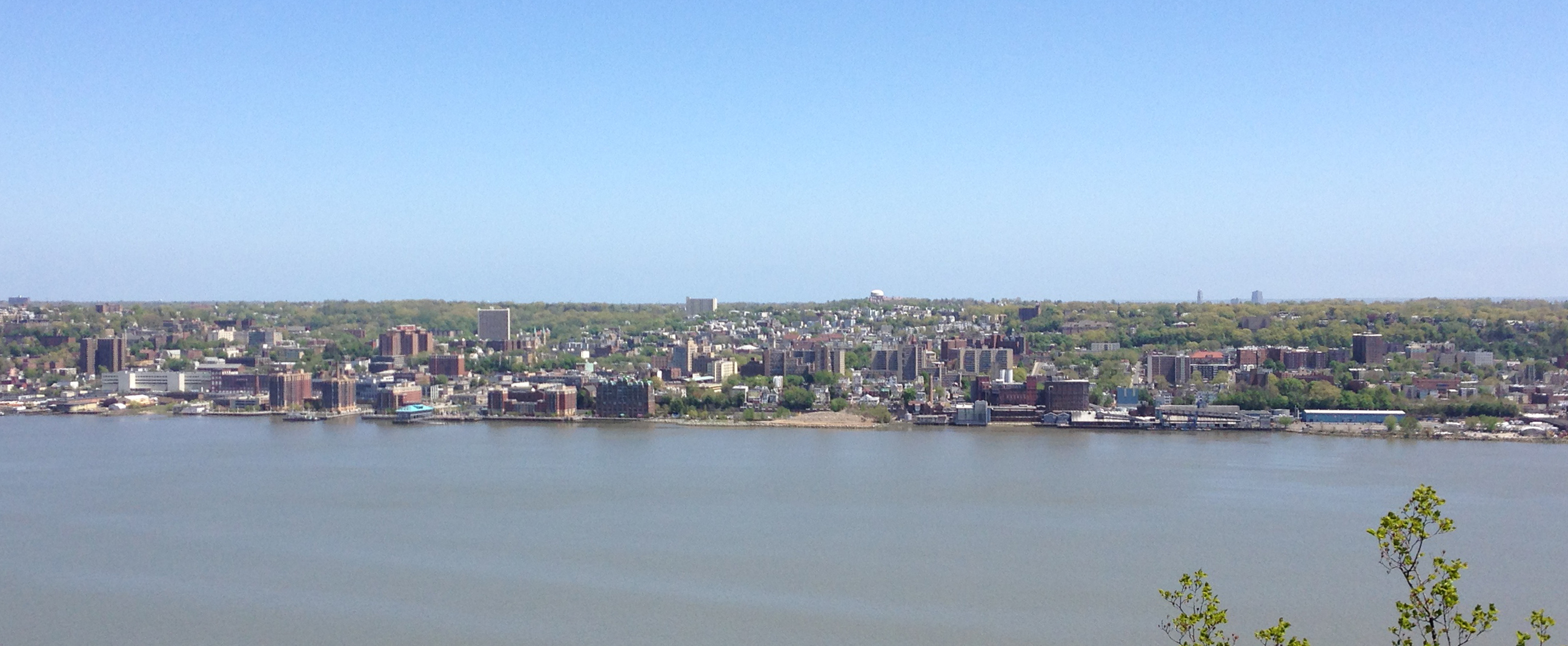
Miasto jest czasami nazywane „szóstą dzielnicą Nowego Jorku” ze względu na swój miejski charakter i dość arbitralną granicę z Nowym Jorkiem

- Kamëz, Albania (2011)